# Szuhakálló
Szuhakálló là một thị trấn thuộc hạt Borsod-Abaúj-Zemplén, Hungary. Thị trấn này có diện tích 6,96 km², dân số năm 2010 là 991 người, mật độ 142 người/km².